# Sanel Kuljić
Sanel Kuljić, född 10 oktober 1977 i Salzburg, är en österrikisk fotbollsspelare med bosnisk bakgrund. Han spelade 20 matcher för Österrikes landslag under åren 2005–2007. 
År 2014 dömdes han till fem års fängelse för 18 fall av matchfixning och dessutom för att ha hotat flera spelare vid misslyckade riggningsförsök.